# Euphrosyne Parepa-Rosa
Euphrosyne Parepa-Rosa (Edimburg, Escòcia, 7 de maig de 1836 - Londres, 21 de gener de 1874) fou una cantant del Regne Unit.
Als setze anys es presentà per primera vegada en públic a Malta, i als dinou fou contractada per l'empresa del teatre del Liceu de Londres, començant llavors la seva fama. Poc temps després es casà amb el violinista i director d'orquestra alemany Carl Rosa, i ambdós concebien el projecte de formar una companyia d'òpera anglesa.
Aquesta companyia recorregué triomfalment totes les grans ciutats del Nou Món d'on retornà al cap d'alguns anys. Després formà una nova companyia, i quan es disposava a emprendre una expedició per Europa, Parepa Rosa que estava embarassada i malalta mori en donar a llum, quan es trobava amb tota la força del seu talent i facultats pel cant.
Parepa-Rosa posseïa una veu potent i un estil magnífic, i l'havien aplaudit tots els públics d'Europa i Amèrica.